# Тегень
Тегень — река в России, протекает по Свердловской области. Устье реки находится в 269 км по левому берегу реки Тура. Длина реки составляет 90 км.

## Притоки
- 43 км: Хмелевка
- 63 км: Большой Кучаж
- 73 км: Ишкулка

## Данные водного реестра
По данным государственного водного реестра России, относится к Иртышскому бассейновому округу, водохозяйственный участок реки — Тура от впадения реки Тагил и до устья, без рек Тагил, Ница и Пышма, речной подбассейн реки — Тобол. Речной бассейн реки — Иртыш.
Код объекта в государственном водном реестре — 14010502312111200007463.